# روبرتو سورنتینو
روبرتو سورنتینو (انگلیسی: Roberto Sorrentino؛ زادهٔ ۱۴ اوت ۱۹۵۵) بازیکن فوتبال اهل ایتالیا است.
از باشگاه‌هایی که در آن بازی کرده‌است می‌توان به باشگاه فوتبال کالیاری، باشگاه فوتبال بولونیا، باشگاه فوتبال ناپولی، و باشگاه فوتبال کاتانیا اشاره کرد.